# AM-010
A Rodovia Torquato Tapajós ou Deputado Vital de Mendonça (AM-010) é uma rodovia do estado do Amazonas. Ela liga os municípios de Manaus, Rio Preto da Eva e Itacoatiara, em um total de 250 quilômetros de extensão.

## História

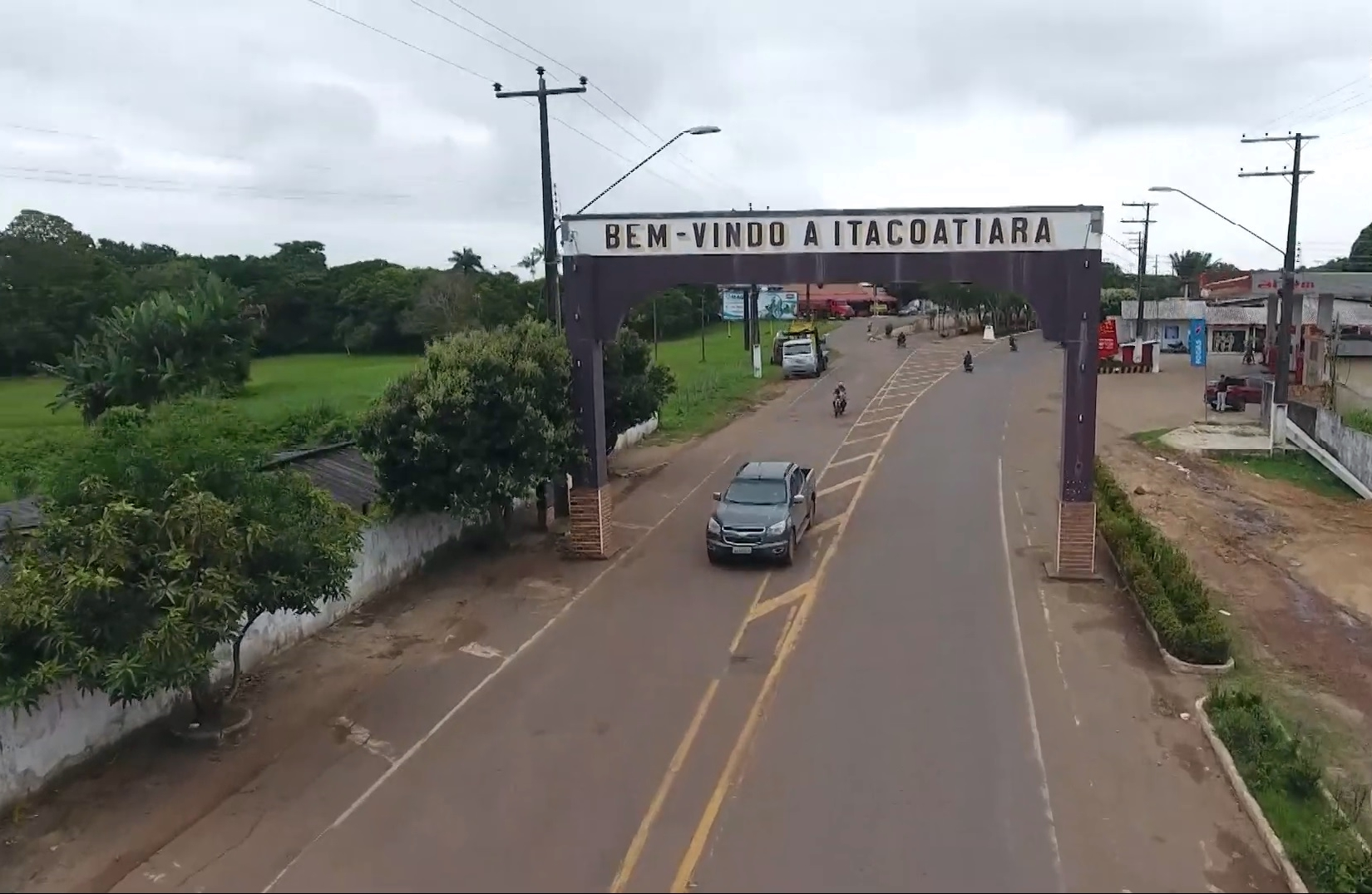
Trecho da rodovia na cidade de Itacoatiara.

A AM-010 foi iniciada no primeiro governo de Plínio Ramos Coelho (1955–1959), passou pelo primeiro governo de Gilberto Mestrinho (1959–1963) e prosseguiu até a cassação, pela regime militar, do segundo mandato do governador Plínio Coelho (1963–1964). As obras foram retomadas, em ritmo célere, em meados de 1964, pelo governador Artur César Ferreira Reis que finalmente efetivou a ligação entre as duas cidades.
Originariamente, sua extensão media 286 quilômetros. Para ser asfaltada, no governo (1975–1979) do professor Enoque da Silva Reis, sofreu modificações e, após a retirada de muitas de suas curvas, ficou reduzida a 250 quilômetros.
Projetada como Estrada AM-1, depois passou a AM-010 e, quando inaugurada em 5 de setembro de 1965, foi batizada de Rodovia Torquato Tapajós, em homenagem ao engenheiro amazonense Torquato Tapajós (1853–1897) que a idealizou.
Em julho de 2015 o quilômetro 130 da rodovia estadual, no sentido de quem vai ao município de Itacoatiara, passou por serviços de manutenção, conservação e recuperação sob responsabilidade do Governo do Estado do Amazonas.
Em janeiro de 2020 o Governo do Estado do Amazonas anunciou um investimento de R$ 219 milhões para obras de modernização e reforma da rodovia AM-010. Desta vez, a modernização da rodovia AM-010 prevê a realização de serviços de terraplanagem, drenagem, pavimentação, obras de arte, faixas de aceleração e sinalização dos 250 quilômetros da pista.